# Inverno dos Nabos
O Inverno dos Nabos (em alemão Steckrübenwinter, Kohlrübenwinter ou Hungerwinter) também conhecido como Inverno da Rutabaga e Inverno da Fome, refere-se a um período de escassez de alimentos e fome em massa no Império Alemão no inverno de 1916/17 durante a Primeira Guerra Mundial, provocada por problemas de economia de guerra e pelo bloqueio naval britânico no Mar do Norte.

## Fome eEfeito Substituição[1]
Até o início da guerra, o Império Alemão importava cerca de um terço de seus alimentos. Na época, era o maior importador mundial de produtos agrícolas.
A Grã-Bretanha havia imposto um embargo comercial à Alemanha após o início da guerra em 1914 e um bloqueio comercial cada vez mais efetivo no mar, que foi suspenso em 1919. Da mesma forma, passaram a faltar importações da Rússia. Finalmente, em janeiro de 1917, os EUA também interromperam o comércio feito em segredo com a Alemanha através de países neutros.
Uma razão ainda mais importante para a escassez foi a burocracia excessiva e as medidas contraproducentes da política de preços e distribuição. Ocorreram racionamento de alimentos e controle estatal da economia. A agricultura alemã carecia de mão de obra, animais de tração e fertilizantes químicos, enfrentando também problemas de transporte.
O mercado ilegal desempenhou apenas um papel menor; mais importantes eram passeios de compras para zona rural, o que levou a contrastes por vezes acentuados entre os habitantes da cidade e do campo. Embora essas viagens envolvessem violações em massa das regulamentações governamentais, os municípios também participaram da sua organização.
Nesta época, o representante do Prefeito de Colônia, Konrad Adenauer, assegurou que a população da cidade fosse abastecida com alimentos substitutos, tais como um "Pão de Colônia" feito de arroz, cevada e farinha de milho ou com cevadinha. Estes alimentos substitutos não eram muito saborosos, o que resultou no apelido pouco lisonjeiro Graupenauer (algo como “cevadinha do Adenauer”). A invenção e distribuição de tais alimentos substitutos, que, até o quarto ano da guerra, não estavam sujeitos às medidas de contenção de recursos, foi um bom negócio. No início de 1918, havia 11.000 produtos desse tipo na Alemanha.
Em maio de 1916, foi fundado o Gabinete de Nutrição de Guerra (Kriegsernährungsamt), subordinado diretamente ao Chanceler. Responsável por garantir o abastecimento da população, envolveu todas as partes interessadas: um exemplo clássico do corporativismo de guerra alemão de 1914 a 1918. Para não colocar em perigo o acordo conhecido como Burgfrieden, o Gabinete de Nutrição de Guerra aplicou medidas drásticas que lhe valeram a acusação de "socialismo de Estado", como o aumento das rações para trabalhadores da indústria pesada e um fornecimento direto de alimentos para as fábricas de armamento, porque queriam poupar os trabalhadores de terem que fazer fila. As autoridades lutaram contra a ocultação dos estoques por parte dos produtores. Apesar desses esforços, o Gabinete de Nutrição de Guerra falhou em sua tentativa de evitar a fome.
Devido ao início precoce do racionamento de produtos cerealíferos e à quase completa ausência de oferta de carne e produtos embutidos, o consumo de batata no início de 1916 subiu para duas vezes e meia o nível anterior à guerra. Um outono chuvoso em 1916 causou o míldio da batata  que reduziu a colheita para cerca da metade da do ano anterior. De acordo com Hans-Ulrich Wehler, a guerra, em termos de alimentação, já estava perdida para a Alemanha em 1916. Os nabos ou rutabagas, um tipo de crucífera, tornaram-se o alimento mais importante para amplos setores da população. As pessoas subsistiam de sopa de nabo, caçarola de nabo, costeletas de nabo, suflê de nabo, doce de nabo e pão de nabo. O vegetal foi apelidado de "tubérculo de Hindenburg", em alusão ao comandante em chefe alemão na época, Paul von Hindenburg. Em 4 de dezembro de 1916, o Gabinete de Nutrição de Guerra ordenou o confisco de todos os estoques de nabos para salvaguardar o abastecimento alimentar do povo.
No inverno de 1916/1917, houve uma inesperada onda de frio. Além disso, faltava carvão para as habitações, que mal podiam ser aquecidas. A população foi improvisadamente abastecida com alimentos através de restaurantes populares.
Na primavera de 1917, o fornecimento de alimentos para a população atingiu seu ponto mais baixo. A safra de outono trouxe uma ligeira melhora. Entretanto, ela havia caído para metade de uma produção normal. Ao mesmo tempo, os alimentos distribuídos tinham em média 1.000 kcal. A situação alimentar catastrófica contribuiu para a onda de greves que, começando em Berlim e Leipzig, atingiu duramente a indústria de armamento alemã a partir de abril de 1917.
Na Alemanha, cerca de 800.000 pessoas morreram de desnutrição entre 1914 e 1918. Os problemas de saúde foram exacerbados pelo fato de que a higiene pessoal estava limitada. Só eram permitidos 50g mensais de sabão por pessoa, contendo um teor máximo de gordura de 20%, com ingredientes como argila e pedra-sabão, produto que só podia ser obtido através de cartões de racionamento. A partir da primavera de 1918, a gripe espanhola seguiu em três ondas, das quais a segunda (no outono de 1918) e a terceira (1919) ceifaram muitas vidas, além da fome causada pela falta de importação de alimentos devido ao ainda persistente embargo comercial britânico.